# Ocoita tapipensis
Ocoita tapipensis is een hooiwagen uit de familie Agoristenidae.